# Little Lord Fauntleroy (miniserie televisiva 1995)
Little Lord Fauntleroy ("Il piccolo Lord") è uno sceneggiato televisivo trasmesso in 6 puntate dalla BBC sul proprio Programma Nazionale nel 1995. È la terza riduzione televisiva della BBC del romanzo di Frances Hodgson Burnett Il piccolo Lord, pubblicato per la prima volta nel 1885, qui adattato per il piccolo schermo da Jack Gerson. 
Il ruolo del protagonista, il bimbo Cedric Errol, poi Lord Fauntleroy, è ricoperto da Michael Benz, già affermato attore bambino della televisione inglese. Per gli altri ruoli, dal conte (George Baker) alla madre di Cedric (Betsy Brantley), si fa affidamento su presenze familiari alla televisione inglese.  
La BBC si era già occupata dello stesso soggetto in uno sceneggiato del 1957 (con Richard O'Sullivan) ed ancora nel 1976 (con Glenn Anderson).  

## Trama
A New York, all'inizio del 1880, il piccolo Cedric vive poveramente ma con dignità con l'adorata mamma, una giovane vedova. Cedric è molto popolare nel quartiere, ed è amato dalla gente del posto. Quando, dall'Inghilterra giunge Haversham, un avvocato, viene a sapere che suo padre, il capitano Errol, era il figlio minore del conte di Dorincourt da cui era stato diseredato per aver voluto sposare una donna di rango inferiore. Ora, dopo la morte di Bevis, il figlio maggiore scomparso senza eredi, l'unico che resta è il piccolo Cedric che Haversham ha il compito di portare con sé dal nonno, che vuole educarlo come un vero piccolo Lord. Il vecchio signore, però, non vuole nemmeno conoscere Dearest, la nuora, ritenendola solo una cacciatrice di dote. Così, mentre Cedric va a vivere al castello, sua madre è costretta a vivere al villaggio.
L'innocenza di Cedric e il suo buon carattere conquistano ben presto il burbero nonno. Il piccolo si interessa anche alle misere condizioni di vita dei fittavoli e spinge il conte a migliorarle. All'improvviso, però, ricompare Haversham, questa volta insieme a una donna che sostiene di essere la vedova di Bevis e la madre di un bambino di cui rivendica il diritto al titolo di Lord Fauntleroy. Il conte resta sfavorevolmente colpito da quella donna volgare e avida e si pente di aver così male giudicato Dearest, ma non può far niente perché i documenti esibiti sembrano a posto. La notizia arriva fino in America. A New York, i vecchi amici di Cedric la leggono sul giornale e uno di questi riconosce in una fotografia la moglie di suo fratello, che era sparita insieme al figlio. I tre amici decidono così di andare in Inghilterra dove smaschereranno l'imbrogliona e metteranno le cose a posto, conquistandosi la gratitudine del conte che ormai ama profondamente il nipote che ha saputo toccargli il cuore.